# Prosopocera bicolor
Prosopocera bicolor är en skalbaggsart som först beskrevs av John Obadiah Westwood 1845.  Prosopocera bicolor ingår i släktet Prosopocera och familjen långhorningar.
Artens utbredningsområde är Ghana. Inga underarter finns listade i Catalogue of Life.